# Światło i cienie
Światło i cienie – kwartalnik wydawany w Krakowie przez Chrześcijańskie Stowarzyszenie Osób Niepełnosprawnych, ich Rodzin i Przyjaciół „Ognisko”. Pismo ukazuje się od 1993 roku. Publikowane w nim artykuły dotyczą m.in. problemu integracji osób niepełnosprawnych w społeczeństwie.